# Listă de companii de cercetare de piață din România
Aceasta este o listă de companii de cercetare de piață din România:
- CCSB (Compania de Cercetare Sociologică și Branding) - deținută de Dan Voiculescu[1]
- CSCI - institut care lucrează pentru PSD, care aparține lui Dan Sultănescu [2][3]
- CSOP (Centrul pentru Studierea Opiniei și Pieței) [4][5]
- CSS Avangarde - condus de Marius Pieleanu [6]
- CURS
- Daedalus Millward Brown
- IMAS
- INSOMAR
- IRES (Institutul Român pentru Evaluare și Strategie) [7][8]
- IRSOP
- Mercury Research
- Metro Media Transilvania